# Gmina Hrpelje-Kozina
Hrpelje-Kozina – gmina w Słowenii. W 2002 roku liczyła 4 038 mieszkańców.

## Miejscowości
Miejscowości wchodzące w skład gminy Hrpelje-Kozina:

- Artviže
- Bač pri Materiji
- Beka
- Brezovica
- Brezovo Brdo
- Golac
- Gradišče pri Materiji
- Gradišica
- Hotična
- Hrpelje – siedziba gminy
- Javorje
- Klanec pri Kozini
- Kovčice
- Kozina – siedziba gminy
- Krvavi Potok
- Markovščina
- Materija
- Mihele
- Mrše
- Nasirec
- Obrov
- Ocizla
- Odolina
- Orehek pri Materiji
- Ostrovica
- Petrinje
- Poljane pri Podgradu
- Povžane
- Prešnica
- Ritomeče
- Rodik
- Rožice
- Skadanščina
- Slivje
- Slope
- Tatre
- Tublje pri Hrpeljah
- Velike Loče
- Vrhpolje